# Beth Yerah
Beth Yerah (in arabo Khirbet Kerak) è una località sul Lago di Tiberiade, nella parte settentrionale di Israele.
Il sito è popolato sin dall'età del bronzo antico.
In questo sito sono stati ritrovati i primi frammenti di vasellame. Questo tipo ceramico è detto appunto "di Khirbet Kerak".

## Galleria d'immagini

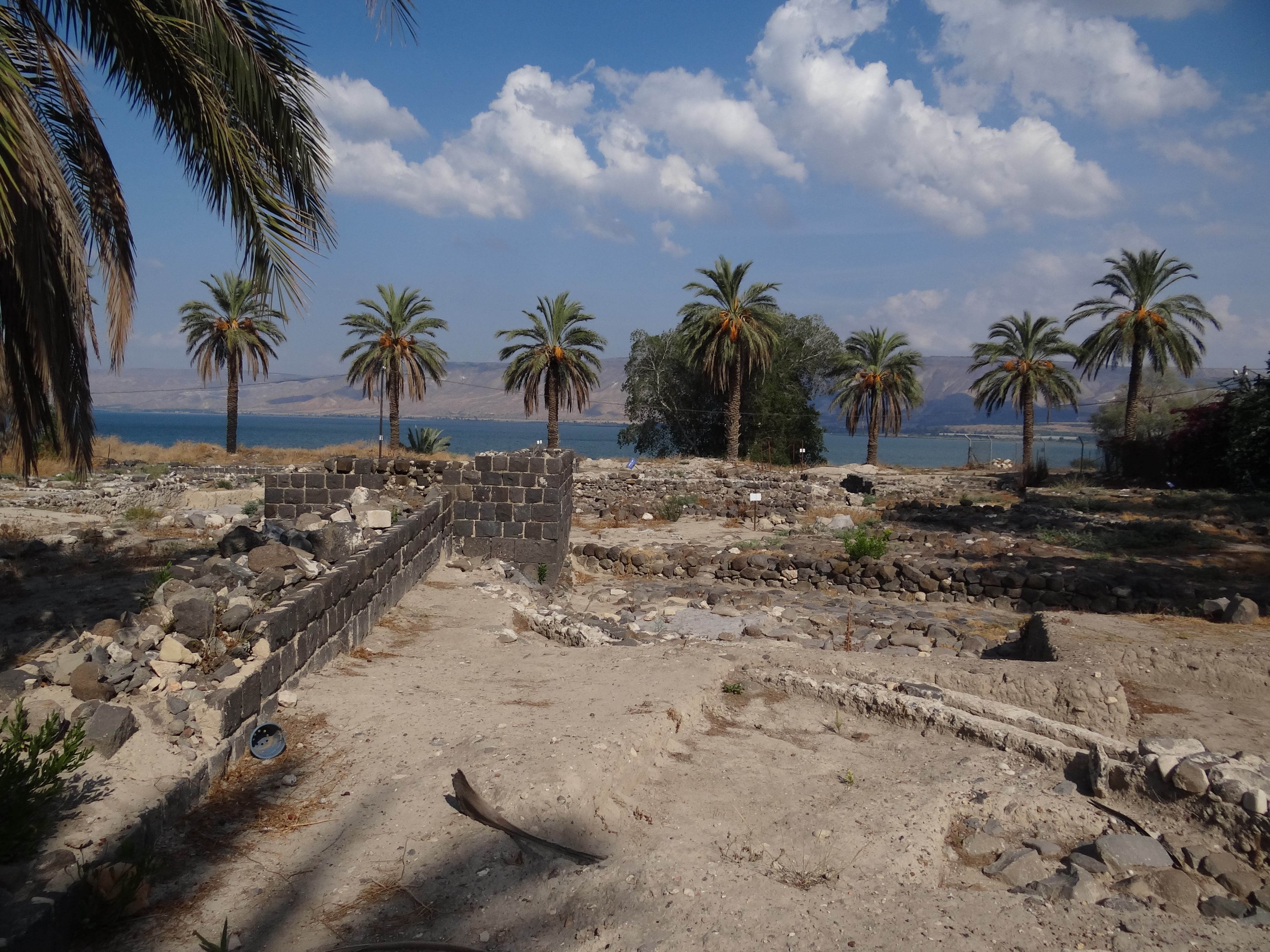
Beth Yerah.
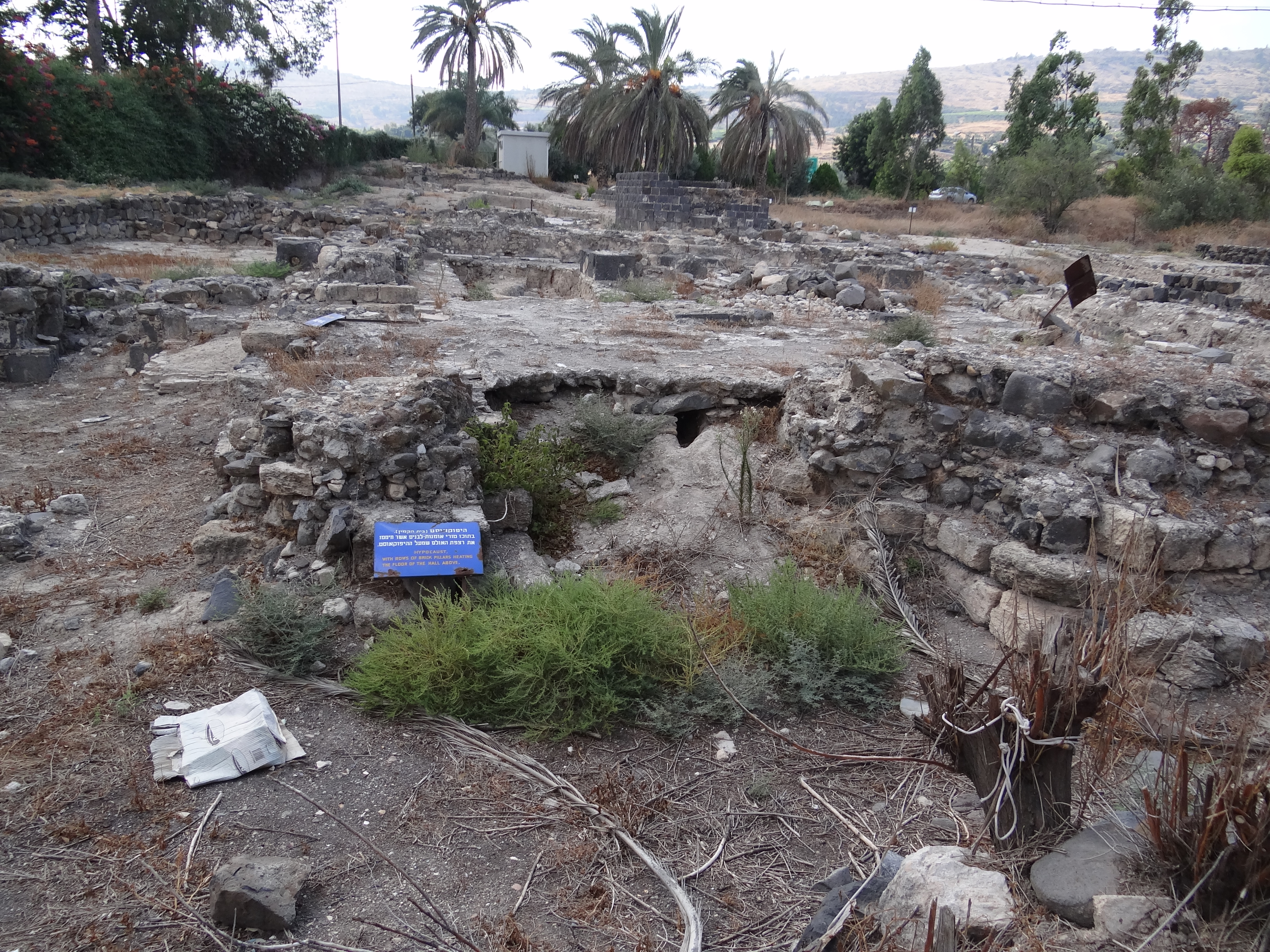
Beth Yerah.